# Borden-Carleton
 (décembre 2017).
Le contenu est difficilement compréhensible vu les erreurs de traduction, qui sont peut-être dues à l'utilisation d'un logiciel de traduction automatique.
Pour les articles homonymes, voir Borden et Carleton.
Borden-Carleton (officiellement Borden) est une ville de l'Île-du-Prince-Édouard, au Canada.
Le village fut créé par la fusion, le 12 avril 1995, du village original de Borden (un village incorporé) et de la communauté agricole de Carleton. Le village de Borden choisit de rétrograder son statut de village pour réduire sa base d'impôt avec l'achèvement du pont de la Confédération et la fermeture des traversiers de la Marine Atlantique.

## Géographie
La ville de Borden-Carleton est située au bord du détroit de Northumberland, où aboutit le pont de la Confédération.

## Démographie
| 2001 | 2006 | 2011 | 2016 |
| ---- | ---- | ---- | ---- |
| 798  | 786  | 750  | 724  |

## Histoire
Borden-Carleton est créé le 12 avril 1995 par la fusion de Borden et Carleton Siding.
La région a été colonisée en 1819 par un Écossais, William Carruthers, et prend le nom de Carleton Point.
Le premier câble télégraphique sous-marin au Canada est posé en 1851 entre Carleton Point et Cap-Tourmentin, au Nouveau-Brunswick.
L'histoire de Borden est associée au besoin de l'Île-du-Prince-Édouard d'avoir un lien avec le continent alors que Carleton était une communauté agricole au nord et à l'ouest du port.
Le développement de Borden est relié à la perte de fortunes dans une communauté avoisinante durant la Première Guerre mondiale.  En hiver, un navire de glace traversait le passage Abegweit entre Cape Traverse et Cap-Tourmentin, au Nouveau-Brunswick. Ce service a été assuré pendant plusieurs décennies au XIXe siècle et au début du XXe. Le chemin de fer de l'Île-du-Prince-Édouard bâtit une ligne entre sa ligne principale près d'Emerald Junction au quai de Cape Traverse pour aider la circulation dans les années 1880.
Au XXe siècle, le gouvernement fédéral se rendra compte que les navires de glace n'étaient pas fiables et que ce service existait seulement parce que le Canada n'avait pas rempli son mandat, sous les termes de l'Île-du-Prince-Édouard joignant la confédération en 1873, de fournir un service continu de bateaux à vapeur. En conséquence, le gouvernement fédéral annonça en 1912 qu'il avait mandaté la construction d'un traversier pouvant transporter des wagons, le SS Prince Edward Island, à un chantier naval à Newcastle upon Tyne en Angleterre.
Le nouveau traversier, exploité par le Canadian Government Railways (fusionné plus tard avec Canadien National), devait fonctionner toute l'année d'un port construit à plusieurs kilomètres à l'ouest de Cape Traverse; la construction de ce nouveau port, même plus éloigné de Cap-Tourmentin, étant justifiée par le fait que le port de Cape Traverse n'était pas assez profond pour un vaisseau à grand tirage causant de la pollution au fond de l'eau et un besoin constant de dragage.
Le SS Prince Edward Island arriva au détroit de Northumberland en 1915 durant les premières années de la guerre, mais le port à Carleton Point n'était pas construit, alors le vaisseau opéra à l'année longue du port de Charlottetown et de Georgetown de 1915 tant que le port de Carleton Point ne fut pas prêt.
Pendant ce temps, la construction du port et des modifications au réseau du Prince Edward Island Railway entre Emerald Junction à Cape traverse demandait beaucoup d'équipements sur terre et sur l'eau, ainsi que beaucoup de main d'œuvre.  Des prisonniers de guerre que le Canada et les Alliés avaient emprisonnés dans les Provinces maritimes furent utilisés pour la construction du chemin de fer, alors que le quai et le débarcadère à Carleton Point fut bâti en utilisant des pseudotsugas pour conduire des pierres armées et des caissons de ciment prêts d'avance et délivrés par chalands - certains provenant d'un quai abandonné à Tidnish (Nouvelle-Écosse) pour réparer les bateaux dans les années 1880.
Le nouveau port fut mandaté au début de 1917 dès que le SS Prince Edward Island commença un service régulier du nouveau débarcadère, apportant les marchandises du chemin de fer et les wagons de passagers; le traversier fit 506 traversées au Cap-Tourmentin dès sa première année. À l'hiver de 1917, un évènement spectaculaire se produisit lorsqu'une douzaine de maisons et d'édifices construits dans le port de Cape Traverse à l'est furent déménagés, par des chevaux et des traîneaux, sur la banquise suivant le littoral, au nouveau port à Carleton Point. Quand l'extension de la voie ferrée au nouveau port du traversier fut terminée, le restant de la ligne allant à Cape Traverse fut abandonné.
En 1919, la communauté fut incorporée comme le village de Borden, prenant son nom du Premier ministre du Canada, sir Robert Borden, dont le gouvernement fut responsable de la décision de localiser le quai du traversier à Carleton Point.  La région à l'extérieur de Borden garda le nom de Carleton.
Borden, aussi appelé Port Borden, prit de l'expansion avec l'utilisation grandissante du traversier.  Le SS Prince Edward Island fut modifié par CNR dans les années 1920 pour transporter les automobiles ainsi que les wagons (après que l'IPE légalisa l'utilisation des automobiles); les chemins reliant le port furent alors améliorés.
En 1931, face à l'augmentation des wagons et des automobiles utilisant le service de traversier, un autre vaisseau, le SS Charlottetown, rejoignît le SS Prince Edward Island. La plupart des travailleurs pour les traversiers et le dépôt de locomotives de Borden vivaient dans le village. Après la perte du SS Charlottetown en 1941, le vieux SS Prince Edward Island restait le seul vaisseau affecté au service durant le reste de la Seconde Guerre mondiale, à part d'un bref épisode d'aide des traversiers du détroit de Canso avec le SS Scotia ou le SS Scotia II.
En 1947, le QSMV Abegweit fit son début et poursuivra le système de traversier dans les années 1950, mais fut surpassé par l'augmentation des automobiles, en plus des wagons. L'achèvement de la route Transcanadienne à travers l'IPE et les autres provinces maritimes au début des années 1960, vit l'arrivée d'un traversier seulement pour automobiles, le MV Confederation, qui fut construit en 1962. Durant la fin des années 1960, la circulation d'automobile connut une croissance record. En 1968, le CN arrêta les trains de voyageurs sur l'IPE et changea le service aux autobus. Les terminus et les stationnements de Borden et de Cap-Tourmentin furent modifiés pour accommoder plus d'autos et de camions ; dans Borden, une partie du dépôt de locomotives fut utilisé pour cela, on changea le dépôt à cause du déclin des trains, ce qui causa la démolition de la première gare pour passagers.
Durant le XXe siècle et même à la fin du XIXe siècle avant qu'un service de traversier ne fut établi, il y eut des discussions chez plusieurs politiciens au sujet de remplacer le service de traversiers avec une construction permanente.  Les propositions parlaient d'un tunnel sous le détroit de Northumberland, mais elles passèrent à une chaussée dans les années 1950s (en même temps que le développement de la route Transcanadienne) jusqu'au projet incorporant une chaussée et un tunnel pour le transport des wagons et des automobiles.  Des discussions et des propositions étaient populaires durant les élections fédérales et les travaux de construction allant vers la chaussée débutèrent au Nouveau-Brunswick et à l'IPE en 1965 avant que l'idée fût abandonnée à cause des recommandations scientifiques contre une chaussée (pour des raisons de navigation et environnementales).  Le gouvernement fédéral opta finalement d'améliorer la capacité du service de traversiers.
À la fin des années 1960, il y a eu un vaisseau temporaire de relève, le MV Lucy Maude Montgomery, en service durant plusieurs années. En 1968 débuta un brise-glace, le MV John Hamilton Gray, plus grand et plus puissant pour les wagons, mettant à la retraite le SS Prince Edward Island après un record de 51 ans de service.  Des nouveaux quais furent construits et des vaisseaux plus durables furent commandés.  En 1971, le MV Holiday Island et le MV Vacationland entrèrent en service et Borden vit une circulation record sur ses traversiers avant l'approche de l'année du centenaire de l'IPE en 1973. Ensuite le MV Confederation et le MV Lucy Maude Montgomery furent assignés à d'autres services et quittèrent Borden.
En 1977, CN réorganisa son service de traversiers dans l'est du Canada dans une nouvelle compagnie nommée CN Marine; la nouvelle compagnie commanda immédiatement un nouveau traversier pour remplacer le MV Abegweit, qui avait 30 ans de service.  Le nouveau vaisseau, nommé originairement MV Straitway fut renommé le MV Abegweit (après que l'original Abegweit fut renommé le MV Abby avant d'être retiré), entra en service en 1982 et était le plus gros traversier à Borden.
En 1986, CN Marine fut renommé Marine Atlantique, pour enlever tous liens avec la compagnie de chemins de fer. Au même moment, des discussions pour un lien de traversée permanent avec le reste du pays se firent à nouveau par le gouvernement fédéral après qu'il eut reçu des propositions non sollicitées. Le CN abandonna toutes ses voies ferrées de chemins de fer de l'Île-du-Prince-Édouard le 31 décembre 1989 avec le MV John Hamilton Gray transportant la dernière locomotive et les wagons, le 28 décembre. Avec la fermeture des chemins de fer et l'abandon de la gare, le côté ouest de Borden devint une friche industrielle au début des années 1990.
En 1992, on annonce le projet du détroit de Northumberland, qui serait construit par une firme de Calgary, Strait Crossing Incorporated (SCI) qui avait été choisie comme développeur.  SCI a eu la permission d'utiliser l'ancienne école élémentaire de Borden (qui avait été remplacée par l'école d'Amherst Cove Consolidated sur le côté nord du village) et commencèrent des extractions de carottes afin de déterminer le meilleur emplacement des piliers du pont pendant l'année 1993.  En 1994, une ferme à Amherst Head, immédiatement à l'est de Borden, fut achetée et une manufacture fut bâtie pour construire les composants massifs du pont sur terre.  Un large pilier fut construit dans le port pour accommoder une grosse grue marine qui pouvait transporter les composants dans le détroit de Northumberland pour les installer.  Durant la période de 1994 à 1996, l'économie locale de Borden connut une croissance phénoménale avec l'afflux de plus de 5,000 ouvriers dans le village de 800 habitants.
Le maire qui a servi le plus longtemps est Gilbert Bell (1959-1986).

## Démographie
Le village comptait 786 habitants en 2006 contre 829 en 1996, soit une baisse de 5 % en 10 ans.

## Projet du pont de la Confédération

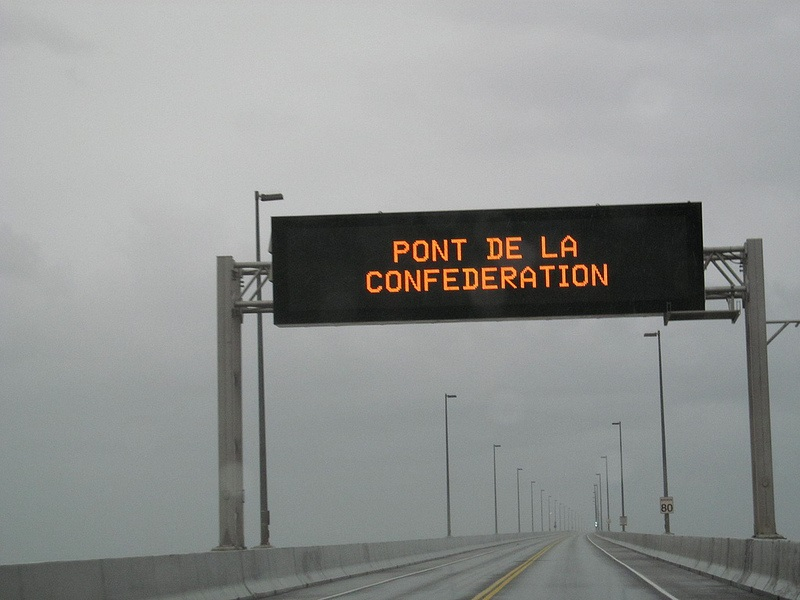
Panneau routier lumineux sur le pont de la Confédération.

Le projet fut nommé le pont de la Confédération et à son ouverture le 1er juin 1997, le service de traversiers ferma après 70 années de services quotidiens; les vaisseaux furent transférés à d'autres endroits ou vendus et les quais, terminaux et autres installations furent démantelés.
Après l'achèvement du pont de la Confédération, l'économie de Borden régressa, car l'afflux d'ouvriers quittèrent le village et la province et certains travailleurs des traversiers licenciés ou retraités déménagèrent.  Le gouvernement fédéral fournit un fond ("Fixed Link Adjustment Funds") qui aida le développement d'un complexe commercial pour les touristes sur l'ancienne propriété du dépôt de locomotives, qui est maintenant nommé le "Gateway Village".
Le fond payât aussi pour le développement du parc industriel du village pour avoir des nouvelles manufactures et aujourd'hui, la majorité des résidents de Borden sont employés dans une manufacture locale ou du secteur tertiaire ou dans le secteur touristique.  Les employeurs majeurs sont McCain Foods (manufacture de pommes de terre frites ouverte en 1992 dans la partie nord de Carleton), Master Packaging (subdivision de J.D. Irving Limited), Silliker Glass (un fournisseur de verre et le fabricant d'aluminium Kawneer), un abattoir pour bœufs (exploité par Co-op Atlantique) et Transcontinental Printing (division de Transcontinental Media).
Il y a un effort du gouvernement de trouver une utilité pour l'ancienne manufacture bâtie à Amherst Head abandonnée par SCI depuis la fin de la construction du pont de la Confédération.